# Estnischer Fußballpokal 1939
Der Estnische Fußballpokal 1939 war die zweite Austragung des estnischen Pokalwettbewerbs der Männer. Das Finale fand am 30. August 1939 statt.
Pokalsieger wurde Vorjahresfinalist Tallinna JK.

## Vorrunde
|                 | Ergebnis  |                   |
| --------------- | --------- | ----------------- |
| SS Tervis Pärnu | 1 -:+ 1   | SK Tallinna Sport |
| Narva THK       | 3:2       | KS Võitleja Narva |
| SK Raudla Tartu | 0:0 n. V. | SÜ Esta Tallinn   |

### Wiederholungsspiel
|                 | Ergebnis |                 |
| --------------- | -------- | --------------- |
| SK Raudla Tartu | 2 -:+ 2  | SÜ Esta Tallinn |

## Viertelfinale
|                 | Ergebnis |                    |
| --------------- | -------- | ------------------ |
| Olümpia Tartu   | 2:8      | Tallinna ESS Kalev |
| Tallinna JK     | 6:5      | SK Tallinna Sport  |
| SS Tervis Pärnu | 1:2      | SÜ Esta Tallinn    |
| Narva THK       | 3:2      | Tallinna ÜENÜTO    |

## Halbfinale
|                    | Ergebnis |                 |
| ------------------ | -------- | --------------- |
| Tallinna JK        | 6:2      | Narva THK       |
| Tallinna ESS Kalev | 1:0      | SÜ Esta Tallinn |

## Finale
| Paarung  | Tallinna JK – Tallinna ESS Kalev                                                                                               |
| Ergebnis | 4:1 (0:1) |
| Datum    | 30. August 1939 |
| Stadion  | Kadrioru staadion, Tallinn |
| Tore     | 0:1 Ralf Veidemann (37.) 1:1 Erich Papp (50.) 2:1 Anatoli Velisto (75.) 3:1 Osvald Kastanja-Kastan (83.) 1:1 Evald Šmitt (86.) |